# タタ・スチール・チェストーナメント

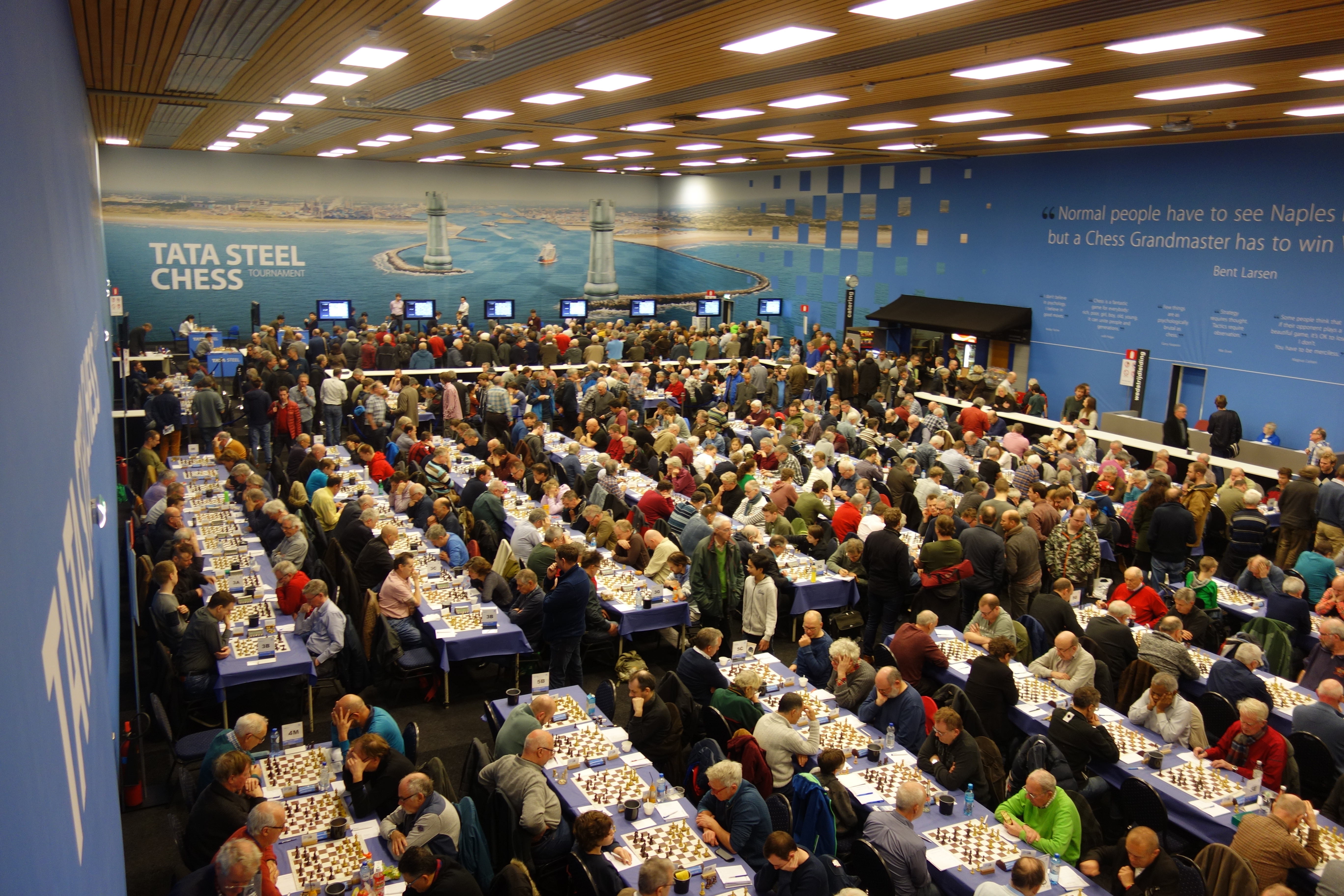
2018年・第80回タタ・スチールトーナメントの対局会場

タタ・スチール・チェストーナメント（英語: Tata Steel Chess Tournament）は、オランダのワイク・アーン・ゼーで毎年1月に開催されるチェスの大会である。1938年の創設時はスポンサー名からホーホフェンス(Hoogovens)大会と呼ばれ、1999年にスポンサーのKoninklijke Hoogovens社がブリティッシュ・スチールと合併してコーラス・グループとなってからはコーラス・チェス・トーナメントと呼ばれていた 。現在のスポンサーはタタ・スチール。

## トーナメントの歴史

### Hoogovens Beverwijk
初期のトーナメントは非常に小規模で、1938年には4人のグループから始まり、参加者はオランダ人プレイヤーに限定されていた。最初の5つのトーナメントは、毎年1月初旬に開催された。1943年と1944年には、トーナメントの参加者は2倍の8人になった。1945年は第二次世界大戦のため、トーナメントは開催されなかった。1946年、最初の国際大会が開催された。メインのトーナメントは10名に拡大され、アルベリク・オケリー・デ・ゴールウェイ（ベルギー）とゴスタ・ストルツ（スウェーデン）が招待され、オランダからも8名が参加した。
トーナメントの規模が大きくなるにつれ、補助的だった女子のトーナメントが定期的に開催されるようになり、「マスターズ」イベントや「マスターズ予備軍」イベントも開催されるようになった。またサッカーのリーグ戦に似た方式として、ある年の成績優秀者を翌年の上のクラスのイベントに招待する伝統も生まれた。
トップグループの優勝者： 

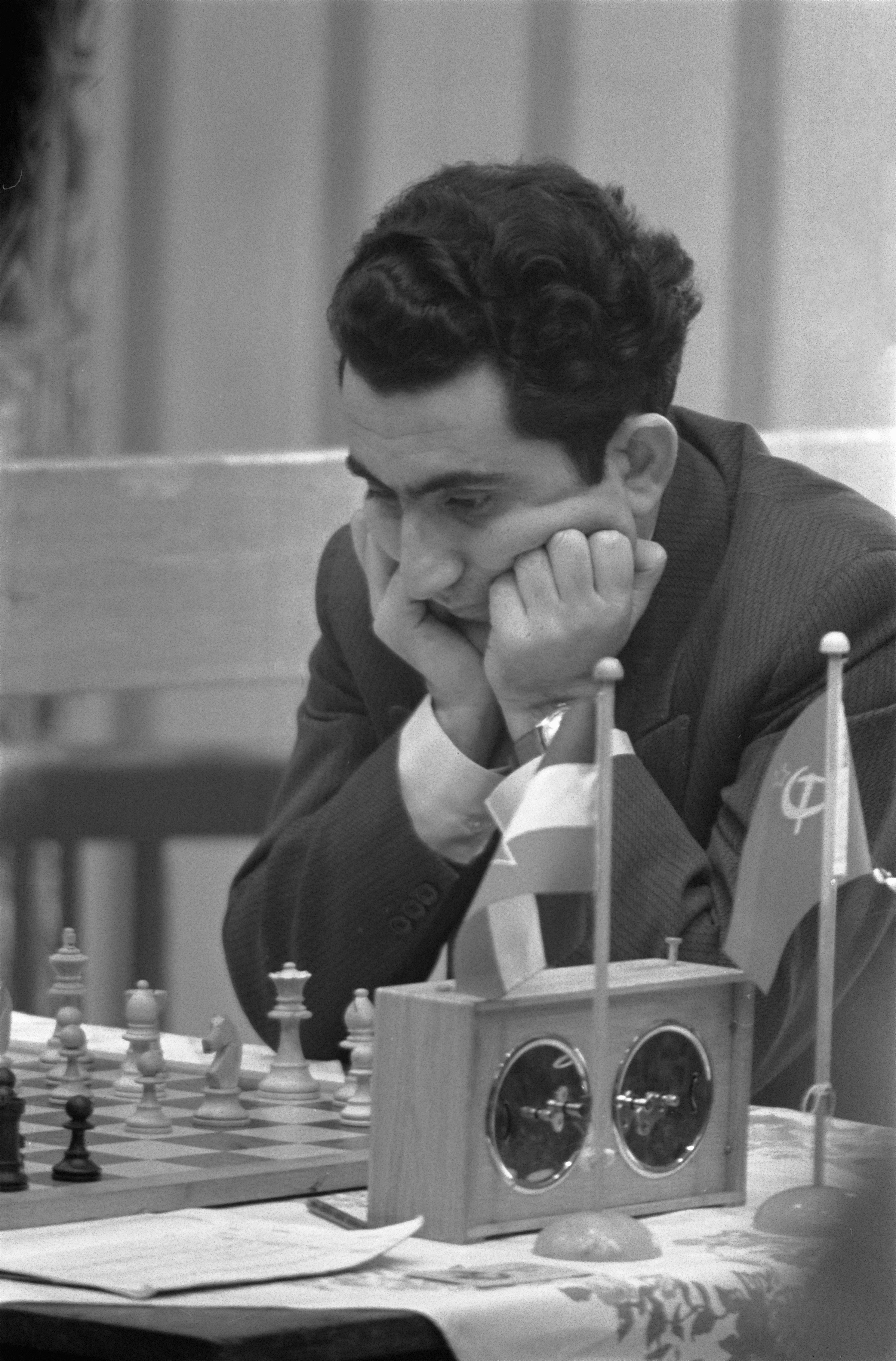
チグラン・ペトロシアン（1960年）

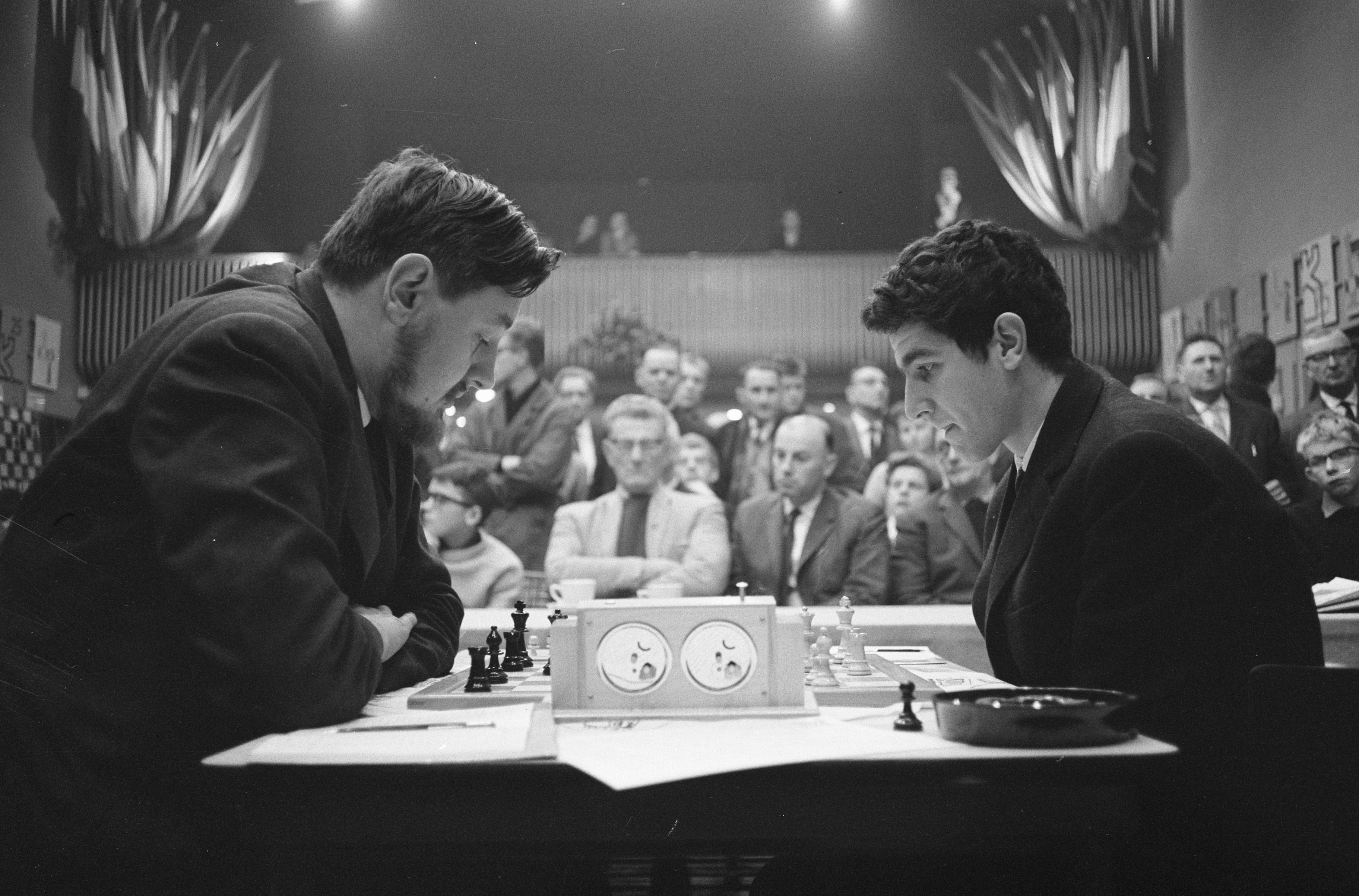
ヤン・ハイン・ドナー対ブルーノ・パルマ（1963年）

- 1938年 -  Philip Bakker
- 1939年 -  ニコラス・コートルバー（英語版）
- 1940年 -  マックス・エーワ
- 1941年 -  Arthur Wijnans
- 1942年 -  マックス・エーワ
- 1943年 -  アルノルト・ファン・デン・フック（英語版）
- 1944年 -  Theo van Scheltinga
- 1945年 - トーナメントなし
- 1946年 -  アルベリク・オケリー・デ・ゴールウェイ
- 1947年 -  Theo van Scheltinga
- 1948年 -  Lodewijk Prins
- 1949年 -  サヴィエリ・タルタコワ（英語版）
- 1950年 -  ヤン・ヘイン・ドナー（英語版）
- 1951年 -  エルマン・ピルニク（英語版）
- 1952年 -  マックス・エーワ
- 1953年 -  ニコラス・ロッソリモ（英語版）
- 1954年 -  ハンス・ボウメスター（英語版）  ヴァーシャ・ピルツ（英語版）
- 1955年 -  ボリスラフ・ミリッチ（英語版）
- 1956年 -  ギデオン・ストールベリ（英語版）
- 1957年 -  アレクサンダル・マタノビッチ（英語版）
- 1958年 -  マックス・エーワ  ヤン・ヘイン・ドナー
- 1959年 -  フリズリック・オラフソン（英語版）
- 1960年 -  ベント・ラーセン  チグラン・ペトロシアン
- 1961年 -  ベント・ラーセン  ボリスラフ・イフコフ
- 1962年 -  ペーター・トリフノビッチ（英語版）
- 1963年 -  ヤン・ヘイン・ドナー
- 1964年 -  パウリ・ケレス  イイヴォ・ネイ（英語版）
- 1965年 -  ラヨシュ・ポルティッシュ（英語版）  エフィム・ゲラー（英語版）
- 1966年 -  レフ・ポルガエフスキー（英語版）
- 1967年 -  ボリス・スパスキー

### Hoogovens Wijk aan Zee

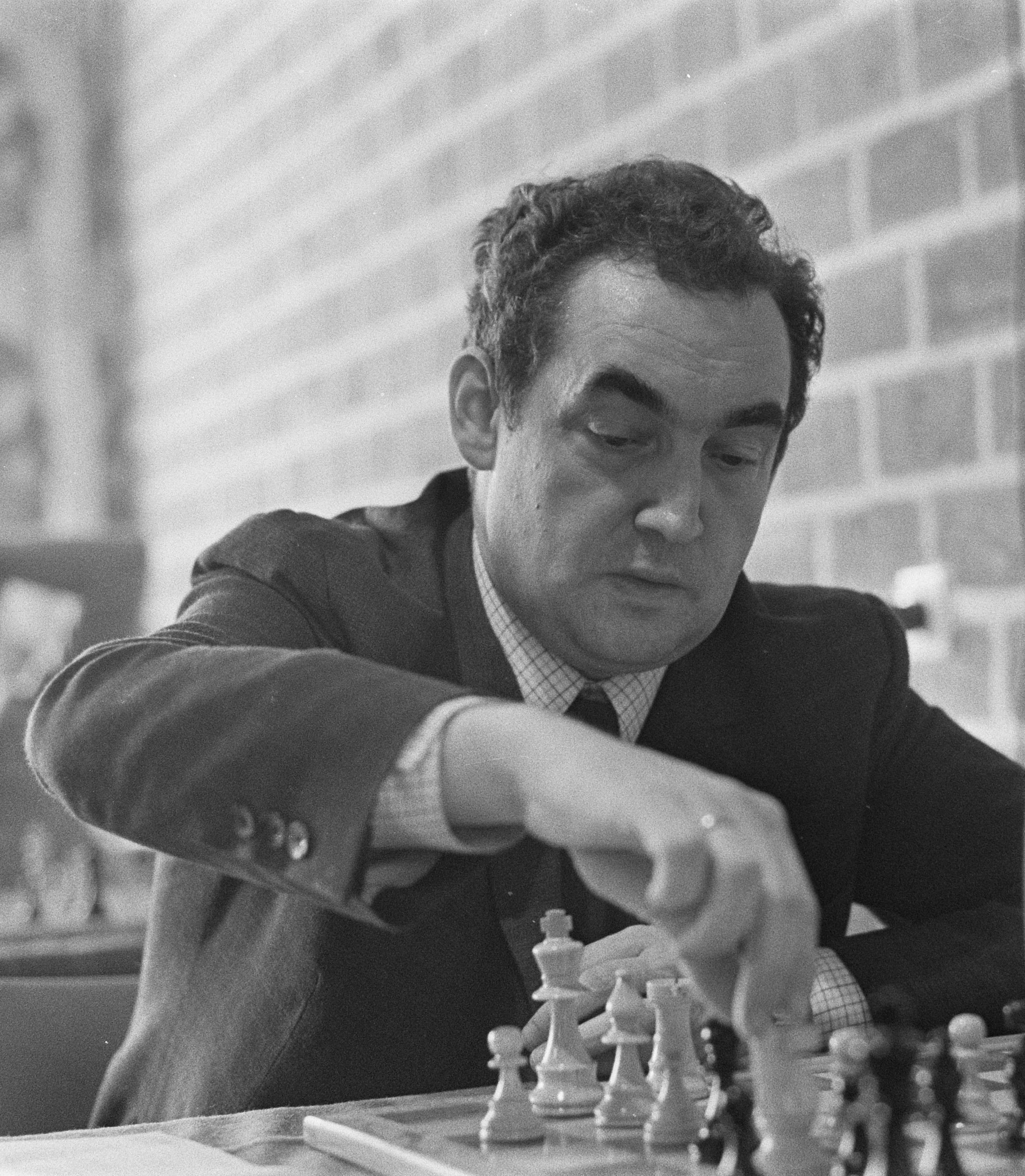
マルク・タイマノフ（1970年）

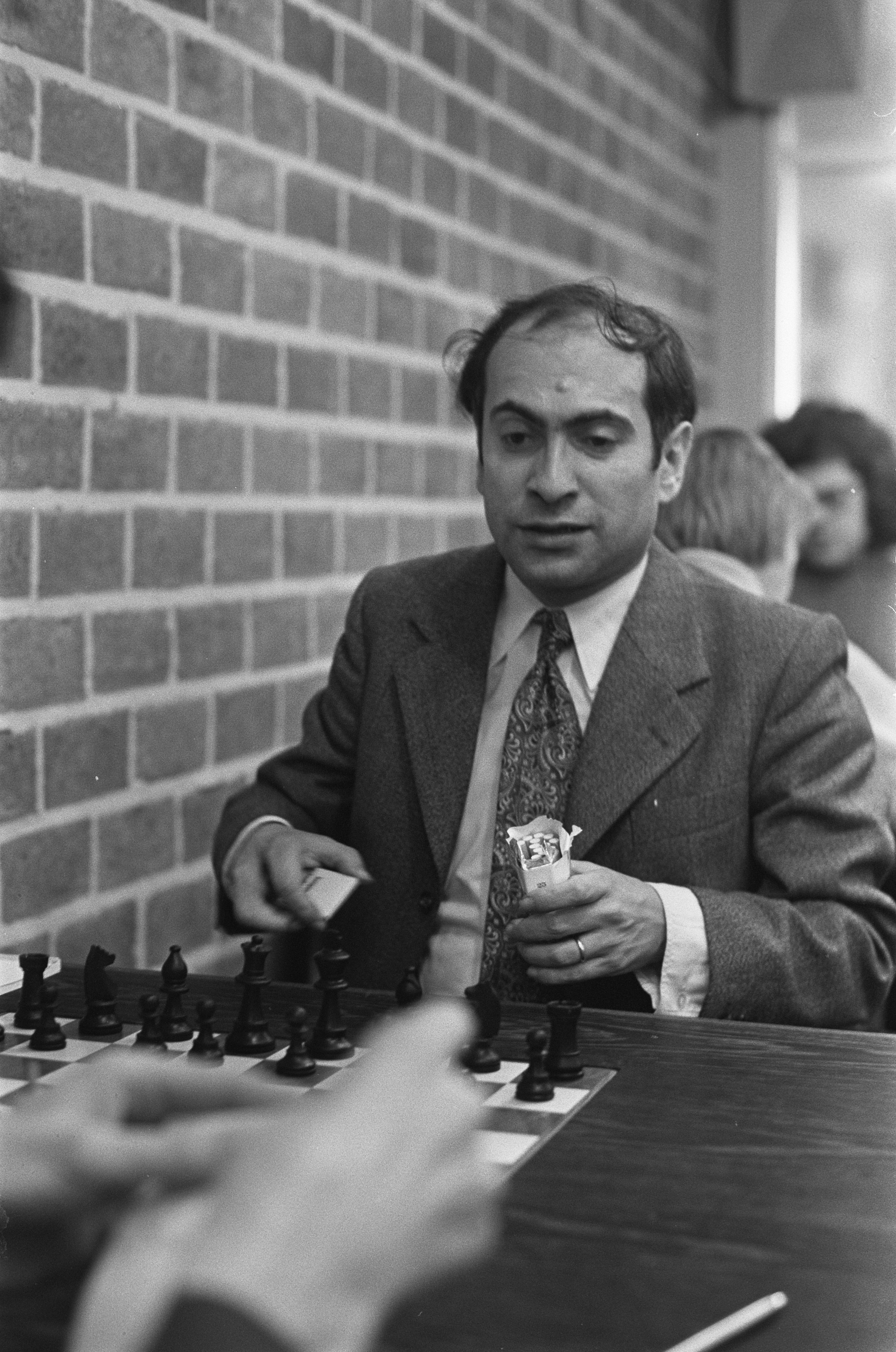
ミハイル・タリ（1973年）

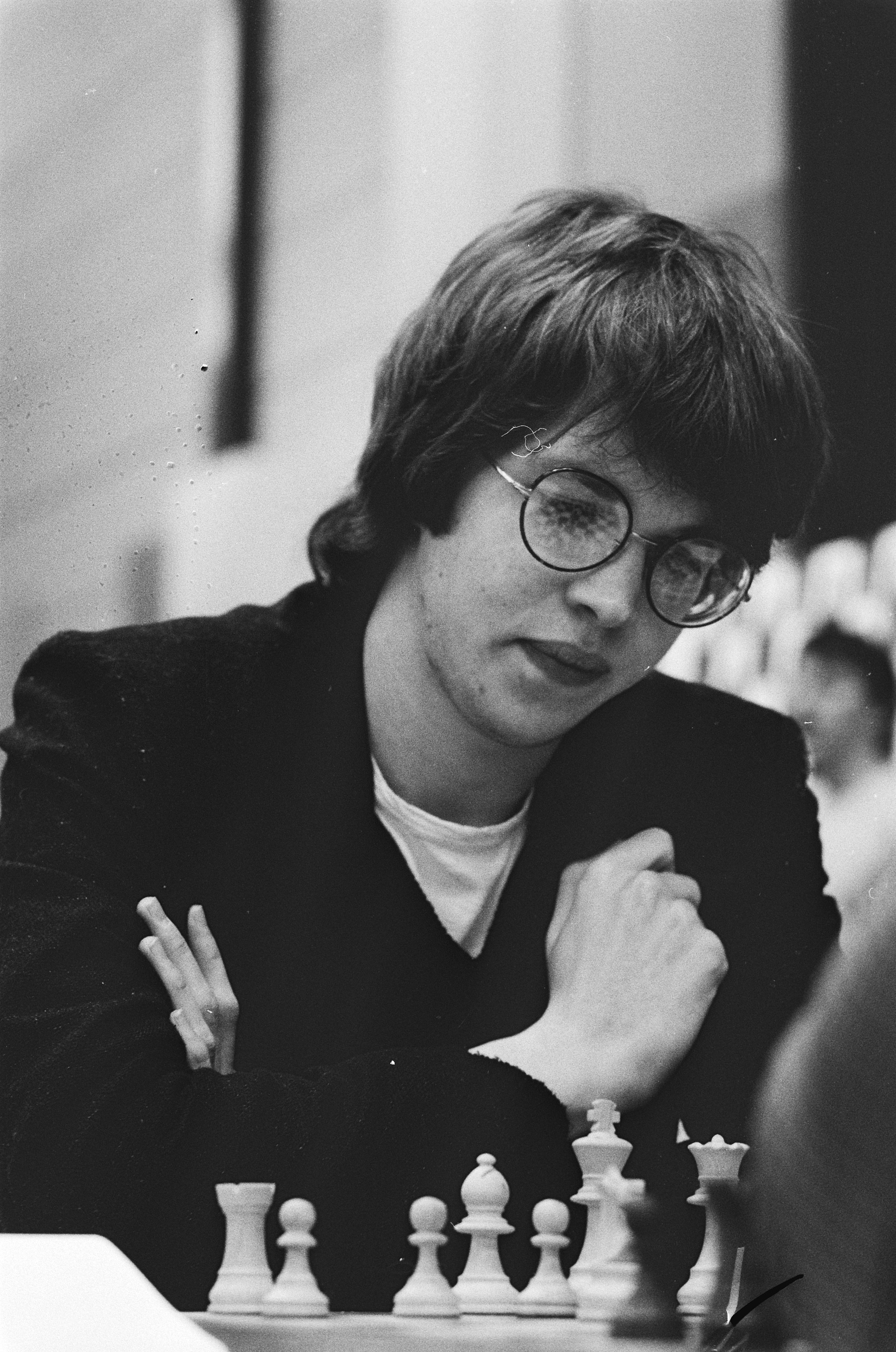
ナイジェル・ショート（1986年）

1968年、大会の開催地がオランダのワイク・アーン・ゼーに移された。この頃、このトーナメントは一般にスポンサー名の「Hoogovens」と地名の「ワイク・アーン・ゼー」の両方で呼ばれていた。 1968年以降のグランドマスターAグループの優勝者は以下の通り。
- 1968年 -  ヴィクトール・コルチノイ
- 1969年 -  ミハイル・ボトヴィニク  エフィム・ゲラー
- 1970年 -  マルク・タイマノフ
- 1971年 -  ヴィクトール・コルチノイ
- 1972年 -  ラヨシュ・ポルティッシュ
- 1973年 -  ミハイル・タリ
- 1974年 -  ウォルター・ブラウン（英語版）
- 1975年 -  ラヨシュ・ポルティッシュ
- 1976年 -  リュボミィル・リュボエビッチ  フリズリック・オラフソン
- 1977年 -  ゲナディ・ソソンコ（英語版）  エフィム・ゲラー
- 1978年 -  ラヨシュ・ポルティッシュ
- 1979年 -  レフ・ポルガエフスキー
- 1980年 -  ウォルター・ブラウン  ヤッサー・セイラワン（英語版）
- 1981年 -  ゲナディ・ソソンコ  ヤン・ティマン（英語版）
- 1982年 -  ジョン・ナン（英語版）  ユーリ・バラショフ（英語版）
- 1983年 -  ウルフ・アナション（英語版）
- 1984年 -  アレクサンダー・ベリャフスキー（英語版）  ヴィクトール・コルチノイ
- 1985年 – ヤン・ティマン
- 1986年 -  ナイジェル・ショート
- 1987年 -  ナイジェル・ショートヴィクトール・コルチノイ
- 1988年 -  アナトリー・カルポフ
- 1989年 -  ヴィスワナータン・アーナンド  プレドラグ・ニコリッチ（英語版）  ゾルタン・リブリ（英語版）  ジュラ・サックス
- 1990年 -  ジョン・ナン
- 1991年 -  ジョン・ナン
- 1992年 -  ヴァレリー・サロフ（英語版）  ボリス・ゲルファンド（英語版）
- 1993年 -  アナトリー・カルポフ
- 1994年 -  プレドラグ・ニコリッチ
- 1995年 -  アレクセイ・ドレエフ（英語版）
- 1996年 -  ヴァシリー・イヴァンチュク（英語版）
- 1997年 -  ヴァレリー・サロフ
- 1998年 -  ウラジーミル・クラムニク  ヴィスワナータン・アナンド
- 1999年 -  ガルリ・カスパロフ

### コーラス・トーナメント
2000年以降、トーナメントの通称は「ワイク・アーン・ゼー」と「コーラス」の両方で呼ばれていた。
- 2000年 -  ガルリ・カスパロフ
- 2001年 -  ガルリ・カスパロフ
- 2002年 -  エフゲニー・バレエフ（英語版）
- 2003年 -  ヴィスワナータン・アナンド
- 2004年 -  ヴィスワナータン・アナンド
- 2005年 -  ペーター・レコ（英語版）
- 2006年 -  ヴィスワナータン・アナンド  ベセリン・トパロフ
- 2007年 -  レヴォン・アロニアン  ベセリン・トパロフ  ティモール・ラジャボフ（英語版）
- 2008年 -  レヴォン・アロニアン  マグヌス・カールセン
- 2009年 -  セルゲイ・カヤキン
- 2010年 -  マグヌス・カールセン

### タタ・スチール・トーナメント

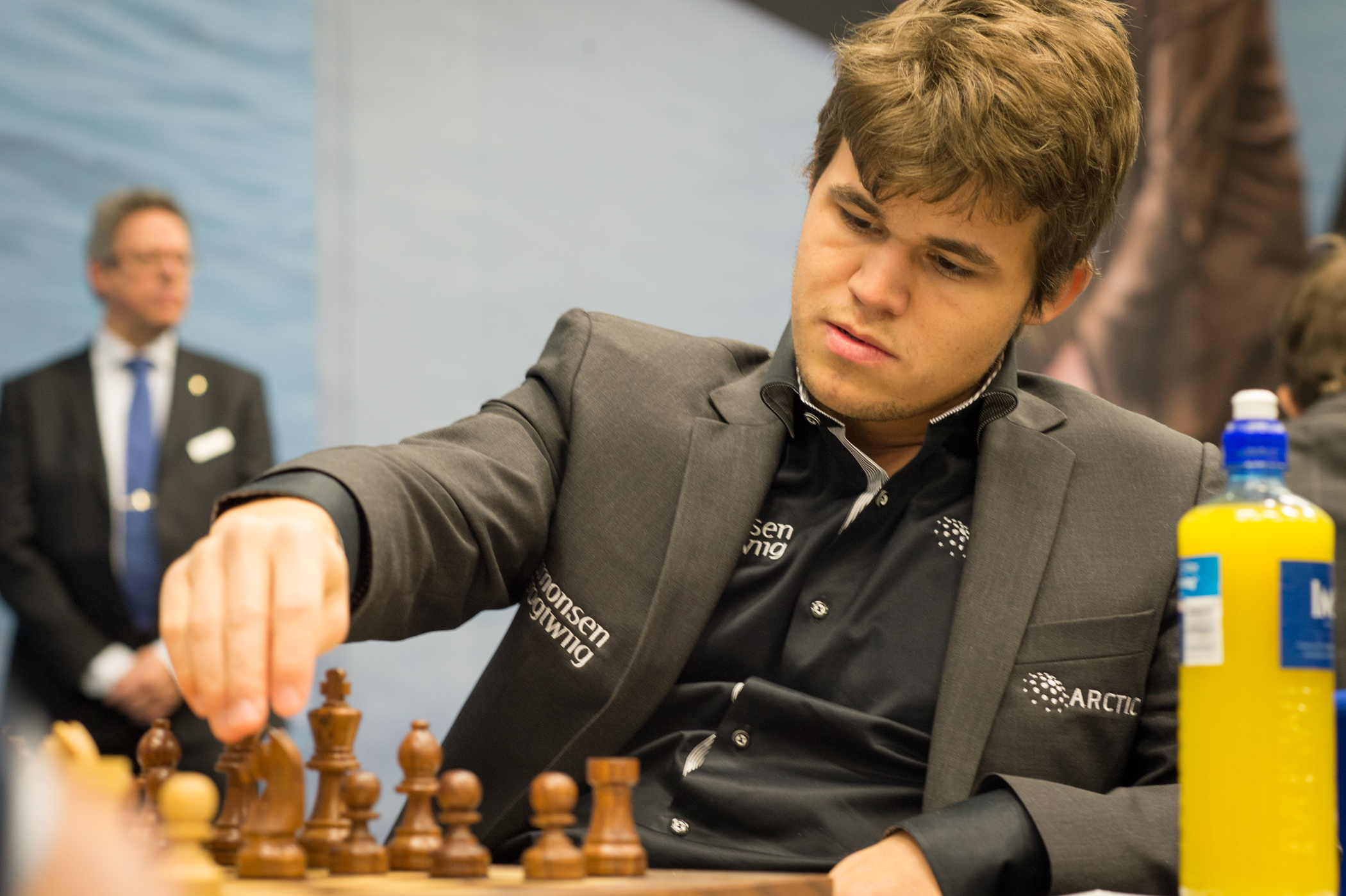
マグヌス・カールセン（2013年）

2011年、トーナメントの通称は「コーラス」から「タタ・スチール」に変更された。
- 2011年 -  ヒカル・ナカムラ
- 2012年 -  レヴォン・アロニアン
- 2013年 -  マグヌス・カールセン
- 2014年 -  レヴォン・アロニアン
- 2015年 -  マグヌス・カールセン
- 2016年 -  マグヌス・カールセン
- 2017年 -  ウェズリー・ソー（英語版）
- 2018年 -  マグヌス・カールセン
- 2019年 -  マグヌス・カールセン
- 2020年 -  ファビアーノ・カルアナ（英語版）
- 2021年 -  ヨルデン・ファン・フォレースト（英語版）